# Silichy
Silichy (bielorruso: Силичи) es una estación de esquí situada en Lahojsk, provincia de Minsk, Bielorrusia, a 30 km de la capital del país, Minsk.
Silichy fue oficialmente inaugurada por el presidente de Bielorrusia Aleksandr Lukashenko el 29 de enero de 2005. La longitud de las 3 rutas de esquí es de 2,5 km, con una capacidad total de 1000 esquiadores por día y posee telesillas de cuatro plazas. Hay estacionamiento para 500 coches, hotel y alquiler de equipamientos de esquí. 
El período esquiable empieza en diciembre y termina en marzo.